# Île Deception
Ne doit pas être confondu avec Île de la Déception.
L'île Deception est une île de l'État de Washington dans le comté de Pierce aux États-Unis.

## Description
Elle s'étend sur plus de 330 m de longueur pour une largeur d'environ 200 m. 